# Beker van België 2019-20
Het seizoen 2019-20 van de Beker van België in het voetbal voor mannen begint in 2019 en eindigt in 2020. 

## Wedstrijden
Na de clubnaam wordt tussen haakjes in weergeven in welke afdeling de ploeg speelde. Een P. voor het cijfer betekent dat het om een provinciale afdeling gaat. Bij de eersteklassers wordt het cijfer weggelaten.
In de Belgische provincies worden provinciale bekertoernooien georganiseerd door de Provinciale Comités. Aan deze toernooien nemen clubs uit de provinciale reeksen deel. Afhankelijk van de organisatie in de provincie worden de clubs die het verst raakten in deze bekertoernooien geselecteerd voor de echte nationale Beker van België. Deze clubs worden dan vaak nog aangevuld met de best gerangschikte clubs uit de eerste provinciale.

### 1/16 finales
|                         |               |          |                      |                                                                                |
| 24 september 2019 20:00 | Cercle Brugge | 0 – 1    | US Rebecquoise (2Am) | Jan Breydelstadion, Brugge Toeschouwers: 1.456 Scheidsrechter: Jasper Vergoote |
| 24 september 2019 20:00 |               | 10' Rosy |                      | Jan Breydelstadion, Brugge Toeschouwers: 1.456 Scheidsrechter: Jasper Vergoote |

|                         |                                             |       |                                                                |                                                                        |
| 24 september 2019 20:00 | KVRS Waasland - SK Beveren                  | 3 – 4 | KVC Westerlo (1B)                                              | Freethielstadion, Beveren Toeschouwers: 2.029 Scheidsrechter: Wim Smet |
| 24 september 2019 20:00 | Emmers 35' Durmishaj 41' (pen.), 45' (pen.) |       | 33' (pen.) Janssens 51' (e.d.) Keita 55' Gboho 90' De Schryver | Freethielstadion, Beveren Toeschouwers: 2.029 Scheidsrechter: Wim Smet |

|                         |                 |                                        |          |                                                            |
| 24 september 2019 20:30 | KSK Ronse (2Am) | 0 – 3                                  | KRC Genk | Orphale Cruckestadion, Ronse Scheidsrechter: Jan Boterberg |
| 24 september 2019 20:30 |                 | 58' Odey 71' (pen.) Heynen 82' Onuachu |          | Orphale Cruckestadion, Ronse Scheidsrechter: Jan Boterberg |

|                         |                                        |              |                                                 |                                                                                   |
| 25 september 2019 20:00 | Cappellen FC (2Am)                     | 0 – 0 (n.v.) | KAS Eupen                                       | Jos Van Wellenstadion, Kapellen Toeschouwers: 500 Scheidsrechter: Maarten Toeback |
| 25 september 2019 20:00 |                                        |              |                                                 | Jos Van Wellenstadion, Kapellen Toeschouwers: 500 Scheidsrechter: Maarten Toeback |
| 25 september 2019 20:00 | Strafschoppen                          |              |                                                 | Jos Van Wellenstadion, Kapellen Toeschouwers: 500 Scheidsrechter: Maarten Toeback |
| 25 september 2019 20:00 | R. Kil S. Kil De Keyser Van Kerckhoven | 3 – 5        | Ciampichetti Milićević Verdon Schouterden Rocha | Jos Van Wellenstadion, Kapellen Toeschouwers: 500 Scheidsrechter: Maarten Toeback |

|                         |                         |                             |             |                                                                             |
| 25 september 2019 20:00 | KFC Mandel United (2Am) | 0 – 2                       | KV Oostende | Gemeentelijk Sportcentrum, Ingelmunster Scheidsrechter: Kevin Debeuckelaere |
| 25 september 2019 20:00 |                         | 9' (pen.) Rajsel 90' Sakala |             | Gemeentelijk Sportcentrum, Ingelmunster Scheidsrechter: Kevin Debeuckelaere |

|                         |                   |       |                                   |                                                        |
| 25 september 2019 20:00 | RFC Seraing (1Am) | 1 – 3 | KV Kortrijk                       | Pairaystadion, Seraing Scheidsrechter: Laurent Willems |
| 25 september 2019 20:00 | Sanogo 32'        |       | 23' Hornby 37' Kage 90+2' De Sart | Pairaystadion, Seraing Scheidsrechter: Laurent Willems |

|                         |                                    |       |                               |                                                          |
| 25 september 2019 20:00 | SV Zulte Waregem                   | 4 – 2 | KFC Duffel (2Am)              | Regenboogstadion, Waregem Scheidsrechter: Jordy Vermeire |
| 25 september 2019 20:00 | Govea 45' Bruno 59', 81' Larin 71' |       | 5' Verlinden 86' (pen.) Cobos | Regenboogstadion, Waregem Scheidsrechter: Jordy Vermeire |

|                         |                                             |       |                    |                                                            |
| 25 september 2019 20:00 | Union Sint-Gillis (1B)                      | 3 – 0 | RCS Verlaine (2Am) | Joseph Marienstadion, Vorst Scheidsrechter: Quentin Pirard |
| 25 september 2019 20:00 | Young 34' Fixelles 87' (pen.) Bouekou 90+1' |       |                    | Joseph Marienstadion, Vorst Scheidsrechter: Quentin Pirard |

|                         |                     |       |                                |                                                              |
| 25 september 2019 20:00 | Rupel Boom FC (1Am) | 2 – 3 | Royal Charleroi Sporting Club  | Gemeentelijk Parkstadion, Boom Scheidsrechter: Ken Vermeiren |
| 25 september 2019 20:00 | Laureys 41', 88'    |       | 31', 86' Rezaei 50' Gholizadeh | Gemeentelijk Parkstadion, Boom Scheidsrechter: Ken Vermeiren |

|                         |                        |            |                       |                                                          |
| 25 september 2019 20:30 | KFC Dessel Sport (1Am) | 0 – 1      | Royal Excel Moeskroen | Armand Melisstadion, Dessel Scheidsrechter: Arthur Denil |
| 25 september 2019 20:30 |                        | 11' Olinga |                       | Armand Melisstadion, Dessel Scheidsrechter: Arthur Denil |

|                         |                      |              |                          |                                                                            |
| 25 september 2019 20:30 | Sint-Truidense VV    | 2 – 0 (n.v.) | Oud-Heverlee Leuven (1B) | Stayen, Sint-Truiden Toeschouwers: 2.144 Scheidsrechter: Michiel De Cuyper |
| 25 september 2019 20:30 | Boli 98' Botaka 114' |              | 81', 118' Ngawa          | Stayen, Sint-Truiden Toeschouwers: 2.144 Scheidsrechter: Michiel De Cuyper |

|                         |                          |                                      |          |                                                                |
| 25 september 2019 20:30 | SC Eendracht Aalst (2Am) | 0 – 4                                | KAA Gent | Pierre Cornelisstadion, Aalst Scheidsrechter: Christof Dierick |
| 25 september 2019 20:30 |                          | 9', 63' Kvilitaia 70' Kubo 83' Mbayo |          | Pierre Cornelisstadion, Aalst Scheidsrechter: Christof Dierick |

|                         |                      |                          |             |                                                               |
| 25 september 2019 20:30 | Francs Borains (2Am) | 0 – 3                    | Club Brugge | Robert Urbainstadion, Boussu Scheidsrechter: Frederik Geldhof |
| 25 september 2019 20:30 |                      | 71' Tau 81', 85' Okereke |             | Robert Urbainstadion, Boussu Scheidsrechter: Frederik Geldhof |

|                         |                                            |              |                                                          |                                                              |
| 25 september 2019 20:45 | Beerschot VA (1B)                          | 2 – 3 (n.v.) | RSC Anderlecht                                           | Olympisch Stadion, Antwerpen Scheidsrechter: Nicolas Laforge |
| 25 september 2019 20:45 | Holzhauser 20' Vancamp 63', 75' Brogno 89' |              | 41' Nasri 79' (e.d.) Bourdin 90+2' Luckassen 106' Thelin | Olympisch Stadion, Antwerpen Scheidsrechter: Nicolas Laforge |

|                         |                                       |              |                                  |                                                          |
| 26 september 2019 20:30 | Royal Antwerp FC                      | 4 – 2 (n.v.) | KSC Lokeren Oost-Vlaanderen (1B) | Bosuilstadion, Antwerpen Scheidsrechter: Jonathan Lardot |
| 26 september 2019 20:30 | Mbokani 5' Miyoshi 33', 98' Baby 114' |              | 1' Beridze 83' Navarro           | Bosuilstadion, Antwerpen Scheidsrechter: Jonathan Lardot |

|                         |                     |       |                |                                                               |
| 26 september 2019 20:30 | Standard Luik       | 2 – 1 | Lommel SK (1B) | Maurice Dufrasnestadion, Luik Scheidsrechter: Kevin Van Damme |
| 26 september 2019 20:30 | Boljević 17', 90+2' |       | 54' Sanyang    | Maurice Dufrasnestadion, Luik Scheidsrechter: Kevin Van Damme |

### Achtste finales
|                       |                                      |              |                                      |                                                                              |
| 3 december 2019 20:45 | Royal Antwerp FC                     | 3 – 3 (n.v.) | KRC Genk                             | Bosuilstadion, Antwerpen Toeschouwers: 11.521 Scheidsrechter: Lothar D'hondt |
| 3 december 2019 20:45 | Juklerød 30' Mbokani 72', 105'       |              | 4' Mæhle 80' (e.d.) Hoedt 105+1' Ito | Bosuilstadion, Antwerpen Toeschouwers: 11.521 Scheidsrechter: Lothar D'hondt |
| 3 december 2019 20:45 | Strafschoppen                        |              |                                      | Bosuilstadion, Antwerpen Toeschouwers: 11.521 Scheidsrechter: Lothar D'hondt |
| 3 december 2019 20:45 | Refaelov Hoedt Buta Juklerød Mbokani | 4 – 3        | Samatta Berge Lucumí Ito Wouters     | Bosuilstadion, Antwerpen Toeschouwers: 11.521 Scheidsrechter: Lothar D'hondt |

|                       |                          |       |                   |                                                                                |
| 4 december 2019 20:00 | SV Zulte Waregem         | 3 – 0 | Sint-Truidense VV | Regenboogstadion, Waregem Toeschouwers: 1.894 Scheidsrechter: Nathan Verboomen |
| 4 december 2019 20:00 | Govea 14', 56' Bruno 72' |       | 9' García         | Regenboogstadion, Waregem Toeschouwers: 1.894 Scheidsrechter: Nathan Verboomen |

|                       |                                       |       |            |                                                                                      |
| 4 december 2019 20:00 | KV Kortrijk                           | 2 – 1 | KAS Eupen  | Guldensporenstadion, Kortrijk Toeschouwers: 1.864 Scheidsrechter: Bram Van Driessche |
| 4 december 2019 20:00 | Mboyo 68' (pen.) Ezatolahi 70' (e.d.) |       | 15' Marreh | Guldensporenstadion, Kortrijk Toeschouwers: 1.864 Scheidsrechter: Bram Van Driessche |

|                       |                              |       |                      |                                                                             |
| 4 december 2019 20:00 | Standard Luik                | 3 – 0 | US Rebecquoise (2Am) | Maurice Dufrasnestadion, Luik Toeschouwers: 30.023 Scheidsrechter: Bert Put |
| 4 december 2019 20:00 | Boljević 26' Čop 61' Fai 68' |       |                      | Maurice Dufrasnestadion, Luik Toeschouwers: 30.023 Scheidsrechter: Bert Put |

|                       |                               |              |                               |                                                                                 |
| 4 december 2019 20:00 | Union Sint-Gillis (1B)        | 0 – 0 (n.v.) | KVC Westerlo (1B)             | Joseph Marienstadion, Vorst Toeschouwers: 2.500 Scheidsrechter: Kevin Van Damme |
| 4 december 2019 20:00 |                               |              |                               | Joseph Marienstadion, Vorst Toeschouwers: 2.500 Scheidsrechter: Kevin Van Damme |
| 4 december 2019 20:00 | Strafschoppen                 |              |                               | Joseph Marienstadion, Vorst Toeschouwers: 2.500 Scheidsrechter: Kevin Van Damme |
| 4 december 2019 20:00 | Teuma Fixelles Haugen Nielsen | 4 – 1        | Van Eenoo Dewaele De Schryver | Joseph Marienstadion, Vorst Toeschouwers: 2.500 Scheidsrechter: Kevin Van Damme |

|                       |                               |              |                                   |                                                                              |
| 4 december 2019 20:30 | KV Oostende                   | 1 – 1 (n.v.) | Club Brugge                       | Versluys Arena, Oostende Toeschouwers: 6.004 Scheidsrechter: Jonathan Lardot |
| 4 december 2019 20:30 | Sylla 4' Sané 75', 77'        |              | 73' Diatta                        | Versluys Arena, Oostende Toeschouwers: 6.004 Scheidsrechter: Jonathan Lardot |
| 4 december 2019 20:30 | Strafschoppen                 |              |                                   | Versluys Arena, Oostende Toeschouwers: 6.004 Scheidsrechter: Jonathan Lardot |
| 4 december 2019 20:30 | Neto Milović Palaversa Ndenbe | 2 – 4        | Vanaken Vormer Schrijvers Balanta | Versluys Arena, Oostende Toeschouwers: 6.004 Scheidsrechter: Jonathan Lardot |

|                       |                               |       |          |                                                                                           |
| 4 december 2019 20:45 | Royal Charleroi Sporting Club | 1 – 0 | KAA Gent | Stade du Pays de Charleroi, Charleroi Toeschouwers: 5.407 Scheidsrechter: Erik Lambrechts |
| 4 december 2019 20:45 | Bruno 87'                     |       |          | Stade du Pays de Charleroi, Charleroi Toeschouwers: 5.407 Scheidsrechter: Erik Lambrechts |

|                       |                        |       |                                  |                                                                             |
| 5 december 2019 20:45 | Royal Excel Moeskroen  | 2 – 3 | RSC Anderlecht                   | Le Canonnier, Moeskroen Toeschouwers: 5.190 Scheidsrechter: Lawrence Visser |
| 5 december 2019 20:45 | Perica 13' Omoigui 80' |       | 21' Roofe 45' Doku 57' Luckassen | Le Canonnier, Moeskroen Toeschouwers: 5.190 Scheidsrechter: Lawrence Visser |

### Kwartfinales
|                        |                          |       |                               |                                                                             |
| 17 december 2019 20:45 | SV Zulte Waregem         | 2 – 0 | Royal Charleroi Sporting Club | Regenboogstadion, Waregem Toeschouwers: 4.147 Scheidsrechter: Jan Boterberg |
| 17 december 2019 20:45 | Berahino 48' Larin 90+3' |       |                               | Regenboogstadion, Waregem Toeschouwers: 4.147 Scheidsrechter: Jan Boterberg |

|                        |                        |                 |             |                                                                                |
| 18 december 2019 20:00 | Union Sint-Gillis (1B) | 0 – 1           | KV Kortrijk | Joseph Marienstadion, Vorst Toeschouwers: 5.598 Scheidsrechter: Lothar D'hondt |
| 18 december 2019 20:00 |                        | 89' Kagelmacher |             | Joseph Marienstadion, Vorst Toeschouwers: 5.598 Scheidsrechter: Lothar D'hondt |

|                        |                                   |       |                                    |                                                                                    |
| 18 december 2019 20:45 | Standard Luik                     | 1 – 3 | Royal Antwerp FC                   | Maurice Dufrasnestadion, Luik Toeschouwers: 12.000 Scheidsrechter: Erik Lambrechts |
| 18 december 2019 20:45 | Lestienne 23' Boljević 84', 90+5' |       | 65' De Laet 67' Benson 85' Mbokani | Maurice Dufrasnestadion, Luik Toeschouwers: 12.000 Scheidsrechter: Erik Lambrechts |

|                        |                |                        |             |                                                                                |
| 19 december 2019 20:45 | RSC Anderlecht | 0 – 2                  | Club Brugge | Lotto Park, Anderlecht Toeschouwers: 20.000 Scheidsrechter: Bram Van Driessche |
| 19 december 2019 20:45 |                | 48' Vormer 65' Balanta |             | Lotto Park, Anderlecht Toeschouwers: 20.000 Scheidsrechter: Bram Van Driessche |

### Halve finales
|                       |             |       |                  |                                                                             |
| 22 januari 2020 20:45 | Club Brugge | 1 – 1 | SV Zulte Waregem | Jan Breydelstadion, Brugge Toeschouwers: 20.000 Scheidsrechter: Wesley Alen |
| 22 januari 2020 20:45 | Rits 54'    |       | 60' Berahino     | Jan Breydelstadion, Brugge Toeschouwers: 20.000 Scheidsrechter: Wesley Alen |

|                       |                  |                    |                              |                                                                                  |
| 5 februari 2020 20:45 | SV Zulte Waregem | 1 – 2 (2 – 3 agg.) | Club Brugge                  | Regenboogstadion, Waregem Toeschouwers: 10.087 Scheidsrechter: Alexandre Boucaut |
| 5 februari 2020 20:45 | Oberlin 78'      |                    | 54' Mechele 87' De Ketelaere | Regenboogstadion, Waregem Toeschouwers: 10.087 Scheidsrechter: Alexandre Boucaut |

|                       |                  |       |                |                                                                               |
| 23 januari 2020 20:45 | Royal Antwerp FC | 1 – 1 | KV Kortrijk    | Bosuilstadion, Antwerpen Toeschouwers: 14.825 Scheidsrechter: Jonathan Lardot |
| 23 januari 2020 20:45 | Mbokani 82'      |       | 69' Stojanović | Bosuilstadion, Antwerpen Toeschouwers: 14.825 Scheidsrechter: Jonathan Lardot |

|                       |             |                     |                  |                                                                                   |
| 6 februari 2020 20:45 | KV Kortrijk | 0 – 1 (1 – 2 agg.)  | Royal Antwerp FC | Guldensporenstadion, Kortrijk Toeschouwers: 8.674 Scheidsrechter: Nicolas Laforge |
| 6 februari 2020 20:45 |             | 36' (pen.) Refaelov |                  | Guldensporenstadion, Kortrijk Toeschouwers: 8.674 Scheidsrechter: Nicolas Laforge |

### Finale
|                                                       |             |              |                  |                                                                                  |
| 1 augustus 2020 20:30 (UTC+2) Finale Beker van België | Club Brugge | 0 – 1        | Royal Antwerp FC | Koning Boudewijnstadion, Brussel Toeschouwers: 0 Scheidsrechter: Nicolas Laforge |
| 1 augustus 2020 20:30 (UTC+2) Finale Beker van België |             | 25' Refaelov |                  | Koning Boudewijnstadion, Brussel Toeschouwers: 0 Scheidsrechter: Nicolas Laforge |

| Club Brugge | Antwerp |

| Club Brugge:     |    |                      |          |
|                  |    |                      |          |
| GK               | 88 | Simon Mignolet       |          |
| CB               | 77 | Clinton Mata         |          |
| CB               | 44 | Brandon Mechele      |          |
| CB               | 17 | Simon Deli           |          |
| RM               | 11 | Krépin Diatta        |          |
| CM               | 25 | Ruud Vormer          | 90+8'    |
| CM               | 20 | Hans Vanaken         |          |
| CM               | 3  | Éder Balanta         | 39', 75' |
| LM               | 2  | Eduard Sobol         | 60', 72' |
| CF               | 90 | Charles De Ketelaere |          |
| CF               | 14 | David Okereke        | 52'      |
| Wisselspelers:   |    |                      |          |
| CB               | 5  | Odilon Kossounou     |          |
| RW               | 16 | Siebe Schrijvers     | 72'      |
| LB               | 18 | Federico Ricca       |          |
| GK               | 22 | Ethan Horvath        |          |
| CM               | 26 | Mats Rits            | 75', 76' |
| CF               | 27 | Youssouph Badji      | 52'      |
| RW               | 42 | Emmanuel Dennis      |          |
| Coach:           |    |                      |          |
| Philippe Clement |    |                      |          |

| Antwerp:       |    |                   |       |
|                |    |                   |       |
| GK             | 71 | Davor Matijaš     | 82'   |
| CB             | 4  | Abdoulaye Seck    |       |
| CB             | 40 | Junior Pius       | 32'   |
| CB             | 2  | Ritchie De Laet   |       |
| RM             | 30 | Aurélio Buta      |       |
| CM             | 18 | Martin Hongla     |       |
| CM             | 38 | Faris Haroun      | 90+8' |
| LM             | 6  | Simen Juklerød    |       |
| RW             | 11 | Lior Refaelov     | 90+1' |
| CF             | 70 | Dieumerci Mbokani |       |
| LW             | 7  | Didier Lamkel Zé  | 90'   |
| Wisselspelers: |    |                   |       |
| LW             | 8  | Ivo Rodrigues     | 90'   |
| CB             | 12 | Luete Ava Dongo   |       |
| RM             | 17 | Robbe Quirynen    |       |
| LW             | 19 | Koji Miyoshi      |       |
| RW             | 22 | Bruny Nsimba      | 90+1' |
| RW             | 28 | Benson Manuel     |       |
| GK             | 41 | Bill Lathouwers   |       |
| Coach:         |    |                   |       |
| Ivan Leko      |    |                   |       |

1911/12 · 1912/13 · 1913/14 · 1914/15 · 1915/16 · 1916/17 · 1917/18 · 1918/19 · 1919/20 · 1920/21 · 1921/22 · 1922/23 · 1923/24 · 1924/25 · 1925/26 · 1926/27 · 1927/28 · 1928/29 · 1929/30 · 1930/31 · 1931/32 · 1932/33 · 1933/34 · 1934/35 · 1935/36 · 1936/37 · 1937/38 · 1938/39 · 1939/40 · 1940/41 · 1941/42 · 1942/43 · 1943/44 · 1944/45 · 1945/46 · 1946/47 · 1947/48 · 1948/49 · 1949/50 · 1950/51 · 1951/52 · 1952/53 · 1953/54 · 1954/55 · 1955/56 · 1956/57 · 1957/58 · 1958/59 · 1959/60 · 1960/61 · 1961/62 · 1962/63 · 1963/64 · 1964/65 · 1965/66 · 1966/67 · 1967/68 · 1968/69 · 1969/70 · 1970/71 · 1971/72 · 1972/73 · 1973/74 · 1974/75 · 1975/76 · 1976/77 · 1977/78 · 1978/79 · 1979/80 · 1980/81 · 1981/82 · 1982/83 · 1983/84 · 1984/85 · 1985/86 · 1986/87 · 1987/88 · 1988/89 · 1989/90 · 1990/91 · 1991/92 · 1992/93 · 1993/94 · 1994/95 · 1995/96 · 1996/97 · 1997/98 · 1998/99 · 1999/00 · 2000/01 · 2001/02 · 2002/03 · 2003/04 · 2004/05 · 2005/06 · 2006/07 · 2007/08 · 2008/09 · 2009/10 · 2010/11 · 2011/12 · 2012/13 · 2013/14 · 2014/15 · 2015/16 · 2016/17 · 2017/18 · 2018/19 · 2019/20 · 2020/21 · 2021/22 · 2022/23 · 2023/24 · 2024/25